# 알렉산더 매퀸
리 알렉산더 매퀸(영어: Lee Alexander McQueen, CBE, 1969년 3월 17일 ~ 2010년 2월 11일)은 영국의 패션 디자이너이다. 1996년부터 2001년까지 지방시(Givenchy)의 수석 디자이너로 활동했으며, 자신의 이름을 딴 브랜드(Alexander McQueen)를 만들기도 했다.

## 경력
- 센트럴세인트마틴스 예술대학 패션디자인 석사
- 웨일스 공 찰스, 미하일 고르바초프 등의 고급양복 디자인 의뢰 및 작업
- 비요크의 패션 작업, 앨범 아트 작업, 뮤직 비디오 작업
- 1996년~2001년 지방시 수석 디자이너
- 올해의 여성복 디자이너상 4회 수상(1996, 1997, 2001, 2003)
- 구찌와의 작업 및 패션감독
- 2005년 퓨마와의 합작
- 레이디 가가의 패션 및 뮤직 비디오 작업

## 사망
2010년 2월 11일, 런던 자택에서 목을 매어 사망한 채로 발견되었다. 손목에는 자해의 흔적이 있었으며 타살 혐의는 없었다고 한다. 자신의 강아지를 부탁한다는 내용의 메모도 발견되었다. 매퀸은 복합적인 불안 장애와 우울증 진단을 받은 적이 있으며, 2009년에는 두차례 약물 과다복용을 시도하기도 했다.

## 여담
- 개인적으로 칩스를 굉장히 좋아했다고 한다.

## 서훈
- 2003년 대영 제국 훈장 3등급(CBE) 수훈[1]